# Meta Robi
Meta Robi (en oromo : Meettaa Roobii) est un woreda du centre-ouest de l'Éthiopie situé dans la zone Ouest Shewa de la région Oromia. Il a 140 627 habitants en 2007 et son centre administratif est Sheno.
Sheno,, ou Shino, se situe vers 2 700 m d'altitude environ 45 km au nord d'Addis-Alem.
Bordé au nord par la rivière Muger qui le sépare de la zone Nord Shewa de la région Oromia jusque dans les années 2010, le woreda Meta Robi est entouré dans la zone Ouest Shewa par Adda Berga, Ejere, Jeldu et Abuna Ginde Beret.
Le recensement national de 2007 fait état pour ce woreda d'une population de 140 627 habitants dont 3 % de citadins qui sont les 4 027 habitants de Sheno. La majorité des habitants du woreda (62 %) sont orthodoxes, 27 % sont protestants et 10 % sont de religions traditionnelles africaines.
En 2022, la population est estimée à 199 332 personnes avec une densité de population de 209 personnes par km2 et 954 km2 de superficie sur le même périmètre.
Le périmètre du woreda se réduit récemment à sa partie sud autour de Sheno tandis que sa partie nord autour de Minare et Meettaa Walqixxee s'en détache pour former le nouveau woreda Meta Walkite.[réf. souhaitée]